# Lepidoscelio cayennensis
Lepidoscelio cayennensis är en stekelart som beskrevs av Jean Risbec 1950. Lepidoscelio cayennensis ingår i släktet Lepidoscelio och familjen Scelionidae. Inga underarter finns listade i Catalogue of Life.